# 飛鳥衣縫樹葉
飛鳥衣縫 樹葉（あすか の きぬぬい の このは、生没年不詳）は、飛鳥時代の6世紀後半、崇峻天皇の代の豪族。

## 経歴・人物
百済よりの渡来した新漢人（いまきのあやひと）である飛鳥衣縫部の伴造で、東漢氏の配下にあった、飛鳥衣縫氏の祖である。崇峻天皇元年（588年）に蘇我馬子が法興寺（のちの飛鳥寺）を造営する際、自らの宅地を寺地として提供した。馬子はこの地を飛鳥の真神原、あるいは飛鳥の苫田となづけたという。
記録にはないが、飛鳥川の弥勒石付近にあったとされる木葉堰も、彼が造ったものだと想定されている。その根拠は、木葉堰より引かれた水は上述の飛鳥の真神原を潤すものであり、最後は埴安池（はにやすのいけ）にたたえられたようなのである。斉明天皇のころの漏刻跡である石神遺跡なども、この水を利用したようである。